# سیورغال
سُیورغال سیستم مالکیت فیودالی برای اداره و جمع‌آوری مالیات در دورهٔ قراقویونلو تا قاجاریه بوده‌است. سیورغال زمین و آبادی‌هایی را شامل می‌شد که پادشاه یا حاکم وقت جهت معیشت به ارباب می‌بخشید.
در دورهٔ تیموریان، سیورغال به معنای بخشش مالیاتی بوده‌است، ولی در زمان حکومت آق قویونلوها و قراقویونلوها زمین‌های زیادی به‌عنوان سیورغال به افراد داده می‌شده‌است؛ به نحوی که این امر باعث تضعیف حکومت مرکزی می‌شد. شاهان صفوی سیاست متفاوتی نسبت به سیورغال در پیش گرفتند. آنان سیورغال‌ها را محدود و به اندازه‌های کوچکتری تقسیم کردند. برخی از درآمدهای حاصل از سیورغال‌ها، صرف بیوتات در آستان قدس می‌شده‌است.